# Becky Wahlstrom
Becky Wahlstrom (née le 25 avril 1975) est une actrice américaine. Elle a fréquenté la London Academy of Music and Dramatic Art en Angleterre pendant ses années d'université.
Elle a joué dans la série télévisée Star Trek: Enterprise, Charmed, Mad Men, NCIS et Judging Amy, ainsi que dans plusieurs productions théâtrales, dont La Nuit des rois de Shakespeare et l'adaptation scénique du roman Fahrenheit 451 de Ray Bradbury, ainsi que dans un certain nombre de rôles mineurs au cinéma. C'est son rôle de Grace Polk dans la série Joan of Arcadia, aux côtés d'Amber Tamblyn, qui a attiré le plus d'attention.
Elle est également très active dans le soutien, la promotion et la mise en vedette du théâtre régional dans la région de Los Angeles.

## Filmographie
- 2018 : Steel Country de Simon Fellows : Tara
- 2019 : Brightburn : L’Enfant du mal (Brightburn) de David Yarovesky